# Certima esquina
Certima esquina là một loài bướm đêm trong họ Geometridae.